# دهستان کیاشهر
دهستان کیاشهر نام دهستانی در بخش کیاشهر شهرستان آستانه اشرفیه، استان گیلان در ایران است. براساس سرشماری مرکز آمار ایران در سال ۱۳۸۵، جمعیت آن ۱۰۳۴۰ نفر (۳۰۸۳ خانوار) بوده‌است.